# Funció de Sudan
En la teoria de la computació, la funció de Sudan és un exemple d'una funció recursiva, però no primitiva recursiva. Això també és cert per la més coneguda funció d'Ackermann. La funció de Sudan va ser la primera funció que va publicar aquesta propietat.
Va ser descoberta (i publicada) el 1927 per Gabriel Sudan, un matemàtic romanès que era estudiant de David Hilbert.

## Definició
{\displaystyle F_{0}(x,y)=x+y,}
{\displaystyle F_{n+1}(x,0)=x,\ n\geq 0}
{\displaystyle F_{n+1}(x,y+1)=F_{n}(F_{n+1}(x,y),F_{n+1}(x,y)+y+1),\ n\geq 0.}

## Taules de valors
| y\x | 0 | 1 | 2 | 3 | 4  | 5  |
| --- | - | - | - | - | -- | -- |
| 0   | 0 | 1 | 2 | 3 | 4  | 5  |
| 1   | 1 | 2 | 3 | 4 | 5  | 6  |
| 2   | 2 | 3 | 4 | 5 | 6  | 7  |
| 3   | 3 | 4 | 5 | 6 | 7  | 8  |
| 4   | 4 | 5 | 6 | 7 | 8  | 9  |
| 5   | 5 | 6 | 7 | 8 | 9  | 10 |
| 6   | 6 | 7 | 8 | 9 | 10 | 11 |

| y\x | 0   | 1   | 2   | 3   | 4   | 5   | 6   |
| --- | --- | --- | --- | --- | --- | --- | --- |
| 0   | 0   | 1   | 2   | 3   | 4   | 5   | 6   |
| 1   | 1   | 3   | 5   | 7   | 9   | 11  | 13  |
| 2   | 4   | 8   | 12  | 16  | 20  | 24  | 28  |
| 3   | 11  | 19  | 27  | 35  | 43  | 51  | 59  |
| 4   | 26  | 42  | 58  | 74  | 90  | 106 | 122 |
| 5   | 57  | 89  | 121 | 153 | 185 | 217 | 249 |
| 6   | 120 | 184 | 248 | 312 | 376 | 440 | 504 |

En general, F1(x, y) és igual a F1(0, y) + 2y x.
| y\x | 0  | 1                 | 2                     | 3                       | 4                         | 5                          |
| --- | -- | ----------------- | --------------------- | ----------------------- | ------------------------- | -------------------------- |
| 0   | 0  | 1                 | 2                     | 3                       | 4                         | 5                          |
| 1   | 1  | 8                 | 27                    | 74                      | 185                       | 440                        |
| 2   | 19 | F1(8, 10) = 10228 | F1(27, 29) ≈ 1.55 ×10 | F1(74, 76) ≈ 5.74 ×1024 | F1(185, 187) ≈ 3.67 ×1058 | F1(440, 442) ≈ 5.02 ×10135 |